# Ellens dritter Gesang

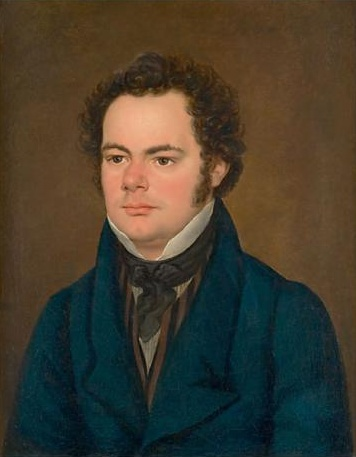
Franz Schubert

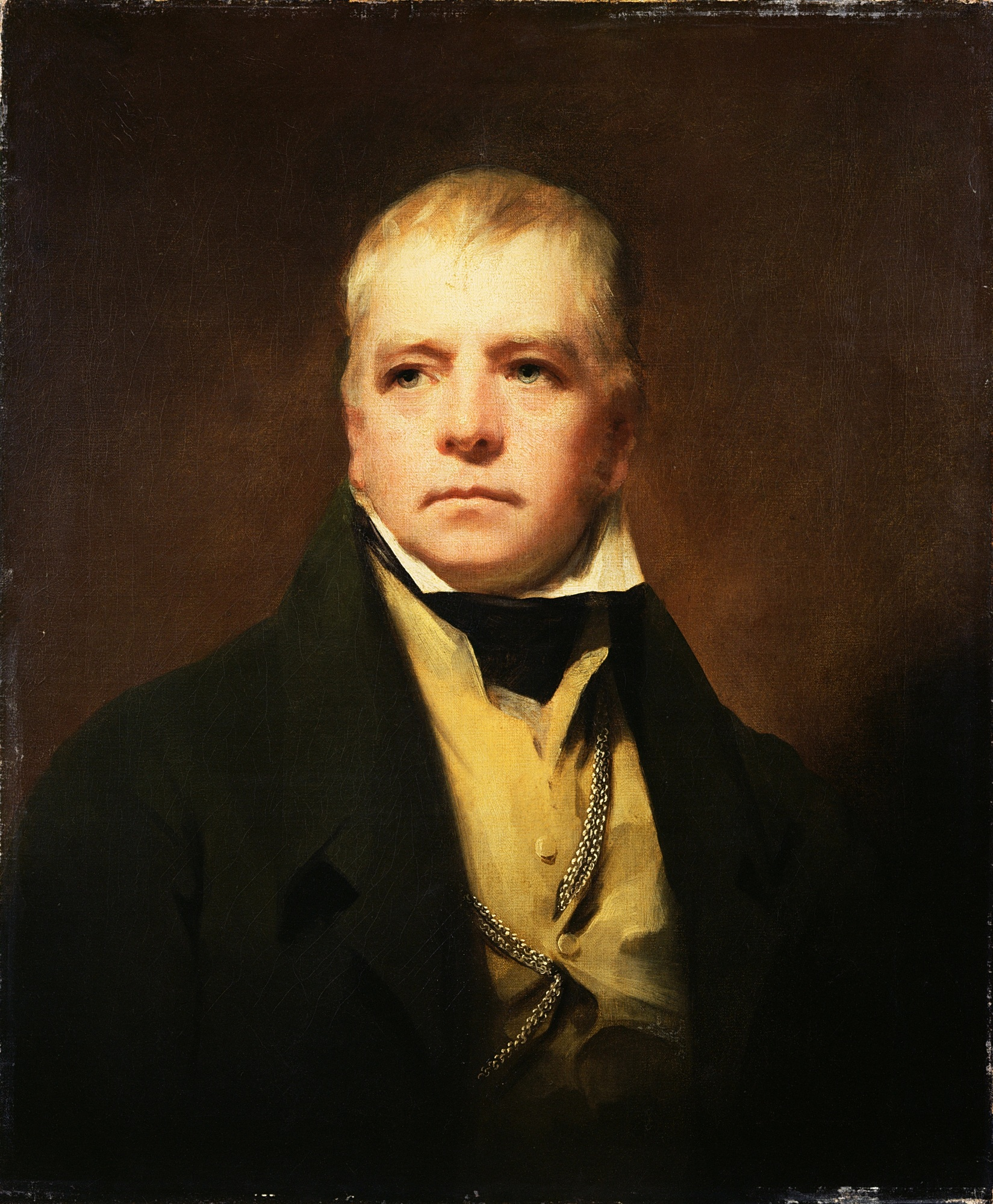
Walter Scott

Ellens dritter Gesang (Ellens Gesang III, D839, Op. 52 n º 6, 1825), Terceira Música de Ellen em português, foi composta por Franz Schubert em 1825 como parte de seu Opus 52, uma configuração de sete canções do poema épico popular de Walter Scott, A Dama do Lago, livremente traduzido do alemão.
Tornou-se uma das obras mais populares de Schubert, sob o título de "Ave Maria", em arranjos com letras diferentes que geralmente diferem do contexto original do poema.
As palavras de abertura e o coro da canção de Ellen, a saber, "Ave Maria" pode levar à ideia de adaptar a melodia de Schubert, como base para o texto completo da tradicional oração católica Ave Maria. A versão latina da Ave Maria possui agora o uso comum com a melodia de Schubert que deu origem ao equívoco de que originalmente ele escreveu a melodia como um arranjo para a Ave Maria.
Vários cantores gravaram a versão em latim de Ave Maria definido para Ellens dritter Gesang: Joan Baez, Stevie Wonder, Perry Como, José Carreras, Luciano Pavarotti, Aaron Neville, Frank Patterson, Andrea Bocelli, Barbra Streisand, Chantecler,  Kousuke Atari, Mylène Farmer, Il Divo, Vitas, entre outros.

## "A Dama do Lago" e "Ave Maria"
A peça foi composta como parte de uma canção do poema épico de Walter Scott, "The Lady of the Lake" (A Dama do Lago), em uma tradução alemã elaborada por Adam Storck (1780-1822), e assim forma parte  do ciclo de canções de Schubert para A Dama do Lago "Fräulein vom See".
No poema de Scott, a personagem Ellen Douglas, a Dama do Lago propriamente dita, (Lago Katrine nas Terras Alta da Escócia) foi para a Caverna de Goblin com seu exilado pai quando este negou-se a unir-se ao seu anfitrião, Roderick Dhu, em rebelião ao Rei James. Roderick Dhu, mandachuva do Clã Alpine, parte para o alto da montanha com seus guerreiros, mas ouve o distante e delongado som do harpista Allan-bane, acompanhado de Ellen que canta uma oração endereçada à Virgem Maria, rogando por ajuda. Roderick Dhu pausa por alguns instantes, mas depois avança para a batalha.
Acredita-se que o arranjo de Schubert foi desempenhado pela primeira vez no Castelo do Condado de Sophie Weissenwolff, na pequena cidade austríaca de Steyregg, e dedicado a ela por Ellen Douglas, que levou a canção a ser conhecida como A Dama do Lago.
As palavras de abertura e o refrão da canção de Ellen, intitulada "Ave Maria", podem ter levado à ideia de adaptar a melodia de Schubert à letra original da oração Ave Maria da Igreja Católica. A letra da oração com o arranjo de Schubert é tão frequentemente utilizada que leva a crer erroneamente, que ela foi criada originalmente em homenagem à Ave Maria.